# Nabeul

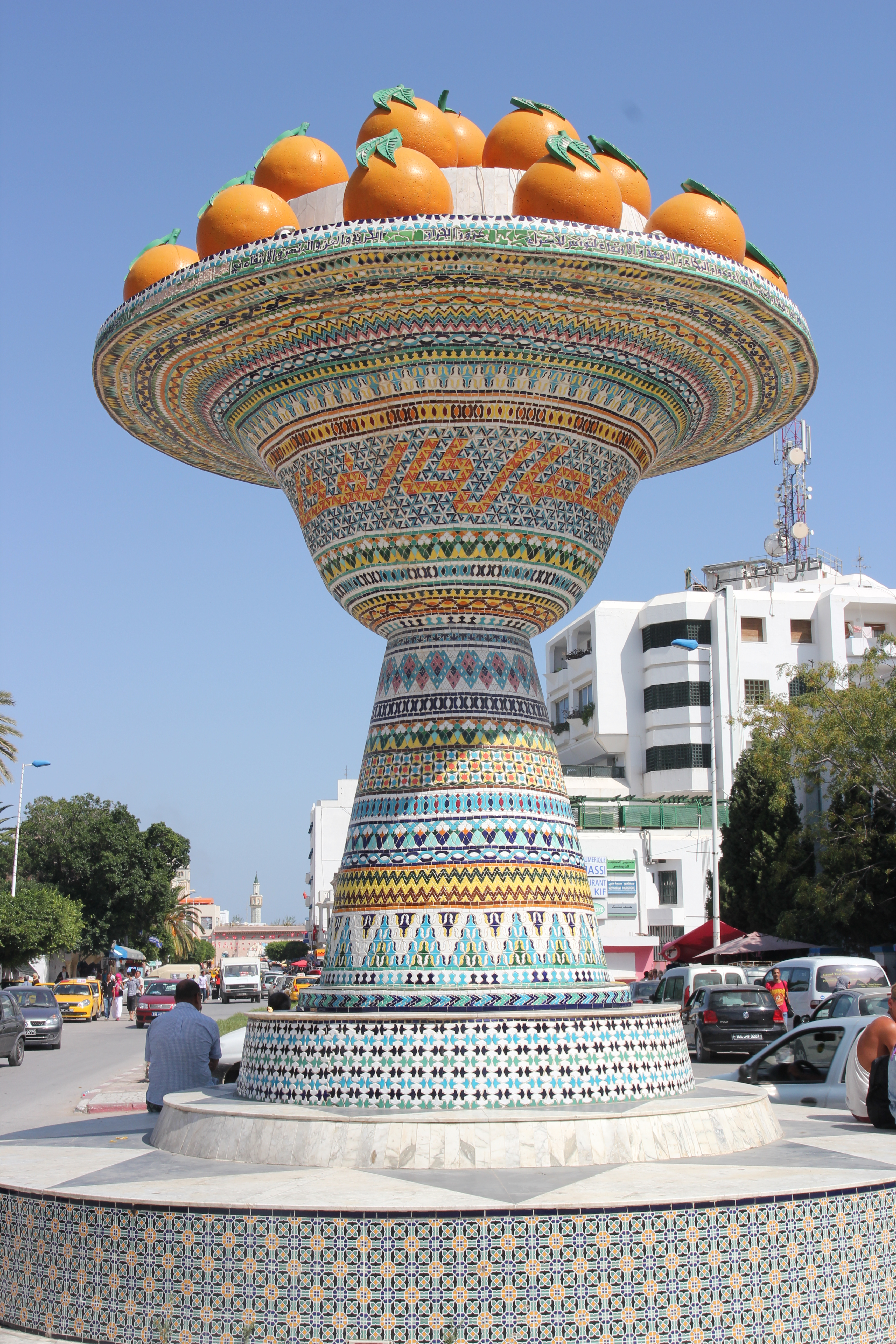

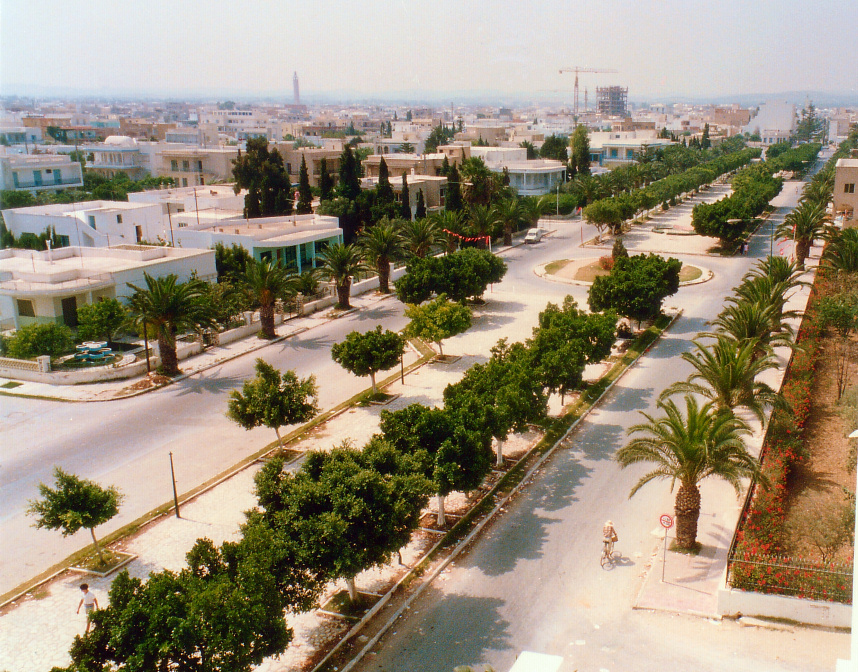
Nabeuls huvudgata.

Nabeul (arabiska: نابل) är en stad på halvön Kap Bon i nordöstra Tunisien med 56 387 invånare. Nabeul är främst känt för sin keramik, som ofta är färggrann med blomstermotiv. I staden finns det även en stor och känd fredagsmarknad som kallas för souk (marknad på arabiska).